# مایکروسافت آفیس ابزارهای اشتراکی
مایکروسافت آفیس ابزارهای اشتراکی (به انگلیسی: Microsoft Office shared tools) اجزای نرم‌افزاری هستند که در تمام محصولات مایکروسافت آفیس گنجانده شده‌اند (یا بودند).

## دلو

Office Delve به کاربران Office 365 اجازه می‌دهد تا ایمیل‌ها، جلسات، مخاطبین، شبکه‌های اجتماعی و اسناد ذخیره شده در OneDrive یا Sites در Office 365 را مدیریت و مدیریت کنند. Delve با استفاده از یادگیری ماشین و هوش مصنوعی سعی می‌کند مرتبط‌ترین افراد و مطالب را نشان دهد. در آوریل ۲۰۱۵ مایکروسافت نسخه موبایل Office Delve را در App Store و Google Play برای کاربران با اشتراک Office 365 راه اندازی کرد.

## نمودار
Microsoft Graph (در اصل با نام Microsoft Chart شناخته می‌شود) یک برنامه OLE است که توسط برنامه‌های Microsoft Office مانند Excel و Access برای ایجاد نمودارها و نمودارها به کار گرفته می‌شود. این برنامه به عنوان یک شی application کاربرد OLE در ویژوال بیسیک در دسترس است. Microsoft Graph انواع مختلفی از نمودارها را پشتیبانی می‌کند، اما خروجی آن تاریخ دارد. Office 2003 آخرین نسخه ای بود که از Microsoft Graph برای میزبانی نمودارهای داخل برنامه‌های آفیس به عنوان اشیاLE OLE استفاده کرد. Office 2007، به‌طور خاص، Excel 2007 شامل یک موتور نمودار یکپارچه جدید است و نمودارها بومی برنامه‌ها هستند. موتور جدید از قالب بندی پیشرفته، از جمله ارائه سه بعدی، شفافیت و سایه‌ها پشتیبانی می‌کند. طرح‌های نمودار را می‌توان به صورت سفارشی تنظیم کرد تا روندهای مختلف داده‌ها را برجسته کند. Microsoft Graph هنوز به دلایل سازگاری وجود دارد، اما ورودی‌ها حذف می‌شوند. این محصول در محصولات دیگر قابل استفاده است و در فهرست Object در برگه Insert در Office Programs موجود است. به‌طور جداگانه در نسخه‌های Mac فروخته می‌شود.